# یواس‌اس ناتالیا (اس‌پی-۱۲۵۱)
یواس‌اس ناتالیا (اس‌پی-۱۲۵۱) (به انگلیسی: USS Natalia (SP-1251)) یک کشتی بود که طول آن ۵۵ فوت (۱۷ متر) بود. این کشتی در سال ۱۹۰۹ ساخته شد.